# Et Justitsmord
Et Justitsmord er en dansk stumfilm fra 1915 med manuskript af Thomas Lynard.

## Handling
Denne artikel mangler et handlingsreferat. Hjælp os med at skrive det.

## Medvirkende
- Bertel Krause - W. Abrahams, bankdirektør
- Rigmor Dinesen - Ethel, bankdirektørens datter
- Birger von Cotta-Schønberg - John Blankfort
- William Wandahl - Tom Atkinson
- Holger Reenberg - Dick Hamilton
- Johan Knüttel-Petersen - Fængselspræsten